# واينتون روفر
واينتون روفر (بالإنجليزية: Wynton Rufer) ولد 29 ديسمبر 1962 في ويلينغتون، هو لاعب كرة قدم نيوزلندي دولي سابق كان يلعب كمهاجم. سبق له أن لعب في كأس العالم لكرة القدم مع منتخب بلاده. لعب خلال مسيرته 539 مباراة سجل خلالها 224 هدفاً.

## المسيرة الاحترافية

### أندية لعب لها
- نورويتش سيتي
- نادي زيورخ
- نادي آراو
- نادي غراسهوبر زيوريخ
- فيردر بريمين
- جيف يونايتد إتشيهارا تشيبا
- نادي كايزرسلاوترن

## روابط خارجية
- واينتون روفر على موقع الاتحاد الدولي (مؤرشف)  (الإنجليزية)
- واينتون روفر على موقع الاتحاد الأوربي (الإنجليزية)
- واينتون روفر على موقع رابطة كرة القدم اليابانية للمحترفين (اليابانية)
- واينتون روفر على موقع قاعدة بيانات كرة القدم.إي يو (الإنجليزية)
- واينتون روفر على موقع بيانات كرة القدم. دي إي (الألمانية)
- واينتون روفر على موقع ناشيونال فوتبول تيمز (الإنجليزية)
- واينتون روفر على موقع Soccerbase.com (لاعب) (الإنجليزية)
- واينتون روفر على موقع Soccerway.com (الإنجليزية)
- واينتون روفر على موقع عالم كرة القدم.نت (الإنجليزية)
- واينتون روفر على موقع قاعة نيوزيلندا للمشاهير الرياضية (الإنجليزية)
- الموقع الرسمي